# نموذج ذاكرة أتكينسون وشيفرين
نموذج أتكينسون وشيفرين (بالإنجليزية: Atkinson–Shiffrin model، المعروف أيضًا بالذاكرة متعددة المخازن أو النموذج الشكلي) وهو نموذج ذاكرة اقترحه ريتشارد أتكينسون وريتشارد شيفرين عام 1968، أكدا فيه أن للذاكرة البشرية ثلاثة أقسام منفصلة:
1. المدخل الحسي حيث تدخل المعلومات الحسية للذاكرة الحسية.
2. المخزن قصير الأمد، يسمى أيضًا بالذاكرة العاملة، أو الذاكرة قصيرة الأمد، يستقبل ويحتفظ بالمعلومات من كلا المدخل الحسي والمخزن طويل الأمد.
3. المخزن طويل الأمد، يحتفظ بالمعلومات المكررة (موضح أدناه) في الذاكرة قصيرة الأمد لوقت طويل جدًا.

تعرض هذا النموذج بعد طرحه للمرة الأولى للكثير من التدقيق والانتقاد لأسباب متعددة (موضحة أدناه)، رغم أثره المهم في تنشيط أبحاث الذاكرة التي تلته.

## الملخص
تُعد نماذج الذاكرة شرحًا للطريقة التي تجري فيها عمليات الذاكرة. وصف أتكينسون وشيفرين النموذج متعدد المخازن ذو الثلاثة أجزاء لأول مرة عام 1968، رغم أن فكرة مخازن الذاكرة التصويرية كانت بلا شك فكرة جديدة في ذلك الوقت.
وصف عالم النفس ويليام جيمس الاختلاف بين الذاكرتين الأولية والثانوية عام 1890، إذ اعتبر الذاكرة الأولية مؤلفةً من أفكار يحُتفظ بها فترةً قصيرة في الوعي، والذاكرة الثانوية مخازن دائمةً في اللاوعي. ولكن في ذلك الوقت كان مبدأ تقتير المخازن المنفصلة للذاكرة أمرًا مثيرًا للجدل.
ذُكرت الأدلة الموجهة للتمييز بين الذاكرتين قصيرة الأمد وطويلة الأمد في الأسفل. أضاف أتكينسون وشيفرين فكرة المدخل الحسي لنظرية الذاكرتين الأولية والثانوية السابقة، إضافة إلى مجموعة كبيرة من عمليات التحكم التي تنسق التحويل بين نوعي الذاكرة. طُرحت ملحقات متعددة لنموذج أتكينسون وشيفرين بعد نشره للمرة الأولى، مثل الذاكرة الحسية السمعية والبحث عن نموذج الذاكرة الترابطية والنموذج الاضطرابي والنموذج الترميزي، إضافة إلى ذلك طُرحت أطر بديلة كالاستعادة العملية، ونموذج التمييز (أو التفرد)، ونموذج باديلي للذاكرة العاملة، وأخرى غيرها.

## المدخل الحسي
عندما تُثار الحواس بواسطة منبه محيطي، يُحتفظ بهذا التنبيه لفترة وجيزة في ما دعاه أتكينسون وشيفرين المدخل الحسي (المخازن الحسية، أو الذاكرة الحسية). رغم أن هذا المخزن يدعى بالمخزن الحسي أو الذاكرة الحسية، إلا أنه مكون في الحقيقة من مخازن متعددة، واحد لكل حاسة. لا تقوم المداخل الحسية بمعالجة المعلومات التي توصلها المنبهات، بل تحددها وتحتفظ بها لتستخدم لاحقًا في الذاكرة قصيرة الأمد.
سمى أتكينسون وشيفرين المخازن بهذا الاسم، لأنها تمنع كميات هائلة من المعلومات المؤقتة من الانتقال للعمليات المعرفية ذات المستوى الأعلى. لا تنتقل المعلومات إلى الذاكرة قصيرة الأمد إذا لم تولى انتباهًا، فتتلاشى بسرعة وتنسى من الذكريات.
ركزت أغلب الأبحاث في هذا المجال على الجهازين السمعي والبصري رغم الاتفاق على وجود مخزن حسي مؤقت لكل حاسة.

### الذاكرة الأيقونية
قد تكون الذاكرة الأيقونية التي ترتبط بالجهاز البصري أكثر المداخل الحسية خضوعًا للأبحاث. إذ ظهر دليل واضح تجريبيًا عند فحص الجهاز البصري بواسطة التاكيستوسكوب يؤكد أن المخازن الحسية تنقسم إلى ذاكرة قصيرة الأمد وأخرى طويلة الأمد.
تعتمد الذاكرة الأيقونية على مجال الرؤية. لذا لا يوجد حد لكمية المعلومات المرئية الناتجة عن منبهات الجهاز البصري التي تكون في مجال الرؤية بأي وقت كان والتي ستقوم الذاكرة الأيقونية بالاحتفاظ بها. وكما ذكرنا سابقًا، لا تسمح المداخل الحسية بمعالجة إضافية للمعلومات، إلا أنها تحتفظ بمعلومات بسيطة عن المنبهات البصرية كالشكل والحجم واللون والموقع (لكن دون معنًى دلالي).
تتحدد العمليات ذات المستوى الأعلى بسعات معينة، ولا يمكن أن تنتقل كل معلومات الذاكرة الحسية إليها. حصل جدل سابق حول الفكرة التي تقول أن الاحتفاظ العقلي المؤقت للمدخلات البصرية يسمح باختيار جوانب محددة تُمرر إلى العمليات التالية في الذاكرة. يعتبر التلاشي السريع للمعلومات المخزنة في الذاكرة الأيقونية أكبر عيوبها؛ إذ تتلاشى العناصر في الذاكرة الأيقونية بعد نحو 0.5 إلى 1 ثانية فحسب.

### الذاكرة السمعية
تشير الذاكرة السمعية، التي صاغ اسمها أولريك نيسير، إلى المعلومات المخزنة بواسطة الجهاز السمعي. إذ تحتفظ الذاكرة السمعية بالجوانب الظاهرية للصوت (مثل درجة الصوت والرتابة والإيقاع إلخ..) وسعتها غير محدودة تقريبًا. تتراوح مدة الاحتفاظ بالمعلومات في الذاكرة السمعية عمومًا بين 1.5 و 5 ثوان تبعًا للحالة، إذ تبين أنها تستمر حتى 20 ثانية في حال عدم وجود معلومات متضاربة معها.

## الذاكرة قصيرة الأمد
بينما تتلاشى وتُنسى الكثير من معلومات الذاكرة الحسية، يولى بعضها الآخر الاهتمام، وينقل إلى الذاكرة قصيرة الأمد، أو ما يدعى بالذاكرة العاملة (لاحظ الاستخدام المتبادل لهذه المصطلحات رغم أنها أصلًا لم تُعد للاستخدام بهذا الشكل).

### المدة
كما في الذاكرة الحسية، تتلاشى المعلومات التي تدخل الذاكرة قصيرة الأمد وتضيع، إلا أنها تستمر فترةً أطول، أي نحو 18 إلى 20 ثانية في حال عدم تكرار المعلومات الفعال، وهذا رغم احتمالية اعتماد الأمر على نوعيتها، فقد تصل مدةً حتى 30 ثانية.
لحسن الحظ، يمكن حفظ المعلومات في الذاكرة قصيرة الأمد لفترة أطول عن طريق ما أطلق عليه أتكينسون وشيفرين بتكرار التذكر. يمكن أن يكون التكرار بالمعنى الحرفي للمعلومات السمعية: تكرار العناصر بشكل مستمر. يصلح هذا المصطلح لأي معلومات يراد منحها اهتمامًا، كالصورة المرئية يمكن الاحتفاظ بها عمدًا في الدماغ. أخيرًا، ليس بالضرورة أن تكون معلومات الذاكرة قصيرة الأمد بنفس الشكل الذي أدخلت فيه حسيًا. مثلًا، يمكن الاحتفاظ بالنص المكتوب الذي يدخل بصريًا على شكل معلومات سمعية، وبنفس الطريقة يمكن تصور المعلومات السمعية بصريًا. في هذا النموذج، يسمح تكرار المراجعة بالاحتفاظ بالمعلومات بشكل دائم في الذاكرة طويلة الأمد. ناقش أتكينسون وشيفرين النواحي البصرية والسمعية طويلًا لكنهما لم يوليا تكرار وتخزين الأنماط الأخرى اهتمامًا كافيًا بسبب الصعوبات الاختبارية في دراستها.

### القدرة الاستيعابية
هناك حد معين للمعلومات التي يمكن أن تحتفظ بها الذاكرة قصيرة الأمد: 7 ± 2 وحدة. تُعرف هذه الوحدات أنها عناصر مستقلة من المعلومات كما ذكر ميلر في مقاله المميز «الرقم سبعة السحري، زائد أو ناقص اثنان».
تجتمع بعض الوحدات وتُفهم على أنها وحدة مرتبطة رغم إمكانية تجزئتها، على سبيل المثال «1066»: إما أن تكون سلسلةُ من أربعة أرقام «1، 0، 6، 6»، أو عنصرًا واحدًا جُمع لهدف دلالي «1066» وهو العام الذي نشبت فيه معركة هاستينغز.
يسمح تجميع الوحدات بالاحتفاظ بكمية أكبر من المعلومات في الذاكرة. 149283141066 هي 12 وحدة مستقلة، وهي تتجاوز القدرة الاستيعابية للذاكرة قصيرة الأمد، إلا أنه يمكننا تجميعها بشكل دلالي لأربع وحدات «كولومبوس [1492] ثمانية [8] باي [314→3.14→π] معركة هاستينغز [1066]». ولأن الذاكرة قصيرة الأمد ذات قدرة استيعابية محدودة، فإنها تنقص كثيرًا من كمية المعلومات التي يمكن إدراكها في أي وقت.

## الذاكرة طويلة الأمد
المخزن طويل الأمد أو الذاكرة طويلة الأمد هي ذاكرة دائمة تقريبًا. يمكن نسخ المعلومات المخزنة فيها ونقلها إلى الذاكرة قصيرة الأمد حيث يمكن إدراكها ومعالجتها.

### النقل من الذاكرة قصيرة الأمد
يفترض حدوث انتقال المعلومات من المخزن طويل الأمد إلى المخزن قصير الأمد تقريبًا بشكل تلقائي. يحدث نقل المعلومات من الذاكرة طويلة الأمد إلى الذاكرة قصيرة الأمد عندما تُستحضر في الذاكرة قصيرة الأمد، وذلك كما وضح نموذج أتكينسون وشيفرين.
ظاهريًا، كلما زادت فترة الاحتفاظ بالعنصر في الذاكرة قصيرة الأمد ازداد أثره في الذاكرة طويلة الأمد. نوه أتكينسون وشيفرين لآلية النقل التي درست بواسطة هيب عام 1961 وميلتون عام 1963 ووضحت أن التكرار المستمر يعزز التخزين في الذاكرة طويلة الأمد.
أظهرت تجارب الذاكرة لهيرمان إيبينجهاوس ازدياد حدوث النسيان للعناصر التي كُررت بشكل أقل. نهايةً، لاحظ بعض المؤلفون وجود عمليات ترميز أقوى من التكرار الجاف البسيط، بحيث تربط المعلومات الجديدة بمعلومات قديمة وجدت طريقها سابقًا للذاكرة طويلة الأمد.